# Niphona falaizei
Niphona falaizei là một loài bọ cánh cứng trong họ Cerambycidae.